# Michael E. Mann
Michael E. Mann, 28 de diciembre de 1965 (59 años), es un climatólogo y un geofísico estadounidense, y autor de más de 80 publicaciones en revistas con revisión por pares. Ha obtenido relevancia pública como autor principal de un número de artículos sobre paleoclima y dendroclimatología, como uno de los generadores de los gráficos de tendencias de Tº apodados por sus acervos críticos "el controvertido gráfico del palo de hockey" por la forma del gráfico, y que ha recibido tanto elogios y críticas luego de su publicación en el informe del Grupo Intergubernamental de Expertos sobre el Cambio Climático.

## Biografía
En agosto de 2005 opositó y ganó el puesto de profesor asociado en la Universidad Estatal de Pensilvania, en el "Departamento de Meteorología de la Tierra y del Instituto de Sistemas Ambientales, y Director del "Centro Interdepartamental Universitario de Sistemas Terráqueos". Previamente había enseñado en el "Departamento de Ciencias Ambientales" de la Universidad de Virginia, entre 1999 y 2005.
Es el autor principal del capítulo “Variabilidad Observada Climática y Cambio” del informe del Grupo Intergubernamental de Expertos sobre el Cambio Climático (IPCC) . Ha organizado el Comité en la Academia Nacional de Ciencias ‘Fronteras de la Ciencia’ y ha sido miembro y supervisor del Comité de otros paneles de la Academia Nacional de Ciencias. Ha sido editor del Journal of Climate y miembro de numerosos paneles científicos internacionales y de EE. UU. y de grupos de dirección.
Mann ha sido receptor de varias becas y premios, incluyendo ser seleccionado uno de los 50 líderes visionaros en Ciencia y Tecnología por la revista Scientific American, el destacado premio a las publicaciones científicas de la Administración Nacional Oceánica y Atmosférica de EE. UU., y el reconocimiento del Institute for Scientific Information de ese mismo país por las notables citas de sus estudios con referato. Mann es uno de los climatólogos que contribuyen en el blog RealClimate.
Ha sido muy conocido por sus reconstrucciones del paleoclima de los dos últimos milenios a partir de los anillos de los árboles, las muestras de hielo antártico, datos de los corales y otros . Uno de sus últimos artículos es sobre modelado de El Niño, y ha dicho que "nos estamos comprometiendo a 50 - 100 años de calentamiento global y varios siglos de subida del nivel del mar" y a la reducción de emisiones de combustible fósil requeridos para disminuir el proceso a un nivel que pueda ser afrontado.

## Algunas publicaciones
- Con su colega Lee Kump, el texto "Las Predicciones Catastróficas: Entendiendo el Calentamiento Global".
- Mann, ME. Defining Dangerous Anthropogenic Interference. Proceedings of the National Academy of Sciences 106, 4065-4066, 2009
- Steig, EJ; DP Schneider, SD Rutherford, ME Mann, JC Comiso, DT Shindell. Warming of the Antarctic ice sheet surface since the 1957. International Geophysical Year, Nature 1457, 459-463, 2009
- Mann, ME; MA Cane, SE Zebiak, A Clement. "Volcanic and Solar Forcing of the Tropical Pacific Over the Past 1000 Years". Journal of Climate, 18, 447-456, 2005
- Andronova, NG; ME Schlesinger, ME Mann. "Are Reconstructed Pre-Instrumental Hemispheric Temperatures Consistent With Instrumental Hemispheric Temperatures?". Geophysical Research Letters, 31, L12202, doi 10.1029/2004GL019658, 2004
- Jones, PD; ME Mann. "Climate Over Past Millennia". Reviews of Geophysics 42, RG2002, doi: 10.1029/2003RG000143, 2004
- Mann, ME. "On Smoothing Potentially Non-Stationary Climate Time Series". Geophysical Research Letters, 31, L07214, doi: 10.1029/2004GL019569, 2004
- Shindell, DT; GA Schmidt, ME Mann, G Faluvegi. "Dynamic winter climate response to large tropical volcanic eruptions since 1600". Journal of Geophysical Research, 109, D05104, doi: 10.1029/2003JD004151, 2004
- Mann, ME; PD Jones. "Global surface temperature over the past two millennia". Geophysical Research Letters, 30 (15), 1820, doi: 10.1029/2003GL017814, 2003
- Mann, ME; CM Ammann, RS Bradley, KR Briffa, TJ Crowley, MK Hughes, PD Jones, M Oppenheimer, TJ Osborn, JT Overpeck, S Rutherford, KE Trenberth, TML Wigley. "On Past Temperatures and Anomalous Late 20th Century Warmth". Eos, 84, 256-258, 2003
- Mann, ME; GA Schmidt. "Ground vs. Surface Air Temperature Trends: Implications for Borehole Surface Temperature Reconstructions". Geophysical Research Letters 30 (12), 1607, doi: 10.1029/2003GL017170, 2003
- Mann, ME; S Rutherford, RS Bradley, MK Hughes, FT Keimig. "Optimal Surface Temperature Reconstructions using Terrestrial Borehole Data". ;;Journal of Geophysical Research 108 (D7), 4203, doi: 10.1029/2002JD002532, 2003
- Rutherford, S, ME Mann, TL Delworth, R Stouffer. "Climate Field Reconstruction Under Stationary and Nonstationary Forcing". Journal of Climate, 16, 462-479, 2003
- Mann, ME. "The Value of Multiple Proxies". Science, 297, 1481-1482, 2002
- Mann, ME; S Rutherford. "Climate Reconstruction Using 'Pseudoproxies'". Geophysical Research Letters 29 (10), 1501, doi: 10.1029/2001GL014554, 2002
- Mann, ME; MK Hughes. "Tree-Ring Chronologies and Climate Variability". Science, 296, 848, 2002
- Bradley, RS; KR Briffa, TJ Crowley, MK Hughes, PD Jones, ME Mann. "Medieval Climatic Optimum". Encyclopedia of Global Environmental Change, John Wiley & Sons Ltd, Londres, RU, pp. 514-516, 2001
- Mann, ME. "Little Ice Age". Encyclopedia of Global Environmental Change, John Wiley & Sons Ltd, Londres, RU, pp. 504-509, 2001
- Shindell, DT, GA Schmidt, ME Mann, D Rind, A Waple. "Solar forcing of regional climate change during the Maunder Minimum". Science, 7, 2149-2152, 2001
- Bradley, RS; KR Briffa, TJ Crowley, MK Hughes, PD Jones, ME Mann. "Scope of Medieval Warming". Science, 292, 2011-2012, 2001
- Folland, CK; TR Karl, JR Christy, RA Clarke, GV Gruza, J Jouzel, ME Mann, J Oerlemans, Jim Salinger, S-W Wang. "Observed Climate Variability and Change", en 2001 Climate Change 2001: The Scientific Basis, John T. Houghton, et al. (eds), Cambridge Univ. Press, Cambridge, 99-181, 2001